# خانقاه، اسماعیل‌لی
خانقاه، اسماعیل‌لی (به ترکی آذربایجانی: Xanəgah) یک منطقهٔ مسکونی در جمهوری آذربایجان است که در شهرستان اسماعیل‌لی واقع شده‌است. خانقاه ۵۰۵ نفر جمعیت دارد.